# K League 1993
Die Korea Professional League 1993 war die elfte Spielzeit der höchsten südkoreanischen Fußballliga. Die Liga bestand aus sechs Vereinen. Sie spielten jeweils sechsmal gegeneinander.
In dieser Saison gab es neue Punkteregeln. Für einen Sieg gab es 4 Punkte, für einen Sieg nach Verlängerung 2 Punkte, für eine Niederlage nach Verlängerung 1 Punkt und für eine Niederlage 0 Punkte.

## Teilnehmende Mannschaften
folgende Mannschaften nahmen an der Korea Professional Football League 1993 teil:
| Verein           | Ort    | Gründungsjahr | Heimspielstätte                             | Vorjahresplatzierung |
| ---------------- | ------ | ------------- | ------------------------------------------- | -------------------- |
| Yukong Elephants | Seoul  | 1982          | Dongdaemun-Stadion                          | 6. Platz             |
| LG Cheetahs      | Seoul  | 1983          | Dongdaemun-Stadion                          | 4. Platz             |
| Ihlwa Chunma     | Seoul  | 1989          | Dongdaemun-Stadion                          | Vizemeister          |
| POSCO Atoms      | Pohang | 1973          | Steel-Yard-Stadion Gwangyang-Fußballstadion | Meister              |
| Daewoo Royals    | Busan  | 1979          | Busan-Gudeok-Stadion                        | 5. Platz             |
| Hyundai Horang-i | Ulsan  | 1983          | Ulsan-Gongseol-Stadion                      | 3. Platz             |

## Abschlusstabelle
| Platz | Verein           | Spiele | S  | SV | NV | N  | Tore  | Diff. | Punkte |
| ----- | ---------------- | ------ | -- | -- | -- | -- | ----- | ----- | ------ |
| 1.    | Ilhwa Chunma     | 30     | 13 | 5  | 6  | 6  | 35:23 | +12   | 68     |
| 2.    | LG Cheetahs      | 30     | 10 | 8  | 3  | 9  | 28:29 | −1    | 59     |
| 3.    | Hyundai Horang-i | 30     | 10 | 6  | 4  | 10 | 22:22 | 0     | 56     |
| 4.    | POSCO Atoms (M)  | 30     | 8  | 6  | 8  | 8  | 34:29 | +5    | 52     |
| 5.    | Yukong Elephants | 30     | 7  | 7  | 6  | 10 | 25:31 | −6    | 48     |
| 6.    | Daewoo Royals    | 30     | 5  | 5  | 10 | 10 | 22:32 | −10   | 40     |

| (M) | Amtierender Meister: POSCO Atoms |